# Brygida Adamek
Brygida Maria Adamek – polska hepatolog, dr hab. nauk medycznych, adiunkt i kierownik Katedry i Zakładu Podstawowych Nauk Medycznych Wydziału Zdrowia Publicznego w Bytomiu Śląskiego Uniwersytetu Medycznego w Katowicach.

## Życiorys
15 kwietnia 1999 obroniła pracę doktorską Przydatność oznaczania wybranych wskaźników procesu zapalnego w płynie mózgowo-rdzeniowym chorych z ropnymi i limfocytarnymi zapaleniami opon mózgowo-rdzeniowych, 12 czerwca 2014 uzyskała stopień doktora habilitowanego. Została zatrudniona na stanowisku adiunkta i kierownika w Katedrze i Zakładzie Podstawowych Nauk Medycznych na Wydziale Zdrowia Publicznego w Bytomiu Śląskiego Uniwersytetu Medycznego w Katowicach.

## Wyróżnienia
- 2009: Zespołowa Nagroda III st. Rektora SUM za działalność naukową, oraz dydaktyczną (2017 i 2019)[2]